# Sunshine Coast (dystrykt regionalny)
Sunshine Coast Regional District – dystrykt regionalny w kanadyjskiej prowincji Kolumbia Brytyjska. Siedziba władz znajduje się w Sechelt.
Sunshine Coast ma 28 619 mieszkańców. Język angielski jest językiem ojczystym dla 89,8%, niemiecki dla 2,2%, francuski dla 1,7% mieszkańców (2011).